# 李光华 (1931年)
李光华（1931年—1993年5月15日），原名李福保，拉祜族，出生于西盟世袭土司家庭，中华人民共和国政治人物。
担任澜沧拉祜族自治县县长。1954年，当选第一届全国人民代表大会代表。文化大革命期间受到迫害。1983年，担任第六届全国人民代表大会代表。1987年，调任思茅地区政协工作联络处主任。1988年起，任全国第七、第八届政协委员。1989年，任思茅地区政协工委主任。1993年5月15日去世。